# Ove Karlsson (Fußballspieler)
Ove Gustav Edhem Karlsson, ab 1957 Ove Widricks, (* 2. August 1915 in Malmö; † 23. Mai 1982) war ein schwedischer Fußballspieler. Der Abwehrspieler, der 1945 zu einem Länderspieleinsatz für die schwedische Nationalmannschaft kam, lief in über 200 Spielen in der Allsvenskan für Malmö FF und AIK auf.

## Werdegang
Karlsson wuchs im Malmöer Stadtteil Östergård auf. Er begann mit dem Fußballspielen bei BK Flagg, ehe er sich Mitte der 1930er Jahre Malmö FF anschloss. Dort gehörte er zu den Stützen der Mannschaft, die half, den Klub in der Allsvenskan zu etablieren. An der Seite von Hans Håkansson, Erik Nilsson, Sture Mårtensson und Kjell Rosén spielte der gelernte Schweißer in den folgenden Jahren in der ersten Liga und erreichte in der Spielzeit 1938/39 mit dem Klub das bis dato beste Ergebnis der Vereinsgeschichte. Bis zum Sommer 1943 bestritt er 114 Erstligaspiele für den Klub, in denen ihm ein Torerfolg verwehrt blieb.
Im Sommer 1943 wechselte Karlsson innerhalb der Allsvenskan zu AIK. Beim Klub aus Solna etablierte er sich auf Anhieb in der Stammformation und verpasste in seinen ersten drei Spielzeiten keine Spielminute. An der Seite von Harry Nilsson, Börje Leander und Henry Carlsson nahm er mit der Mannschaft an Auslandstourneen in die Niederlande oder die Türkei teil, spielte aber auch gegen Stanley Matthews. Im September 1945 spielte er sich in den Kreis der Nationalmannschaft. An der Seite von weiteren Debütanten wie Birger Rosengren und Knut Nordahl kam er beim 6:1-Erfolg über die finnische Nationalmannschaft durch Tore des fünffachen Torschützen Börje Tapper und Oskar Holmquist am 30. September in Helsinki zu seinem Länderspieldebüt.
1948 verließ Karlsson AIK nach 104 Erstligaspielen in Richtung IFK Eskilstuna. Dort bedeckte er bis zum Sommer 1951 das Amt des Spielertrainers, ehe er seine aktive Laufbahn beendete. Anschließend betreute er die unterklassig antretenden Klubs IF Älgarna und IF Brommapojkarna. Später kehrte er als Betreuer der B-Mannschaft zu AIK zurück.
1957 änderte Karlsson seinen Nachnamen in Widricks, blieb jedoch unter den Anhängern unter seinem alten Namen ein Begriff.